# Beringe
Beringe is een (kerk)dorp in de gemeente Peel en Maas.
Het gebied rond Beringe werd waarschijnlijk al bewoond sinds omstreeks 900 na Christus. Het dorp werd voor het eerst vermeld in 1426, toen er sprake was van een adellijke hoeve.
Het dorp is gelegen aan het uiteinde van de Noordervaart, die in 1808 werd gegraven en in 1854 op vaardiepte werd gebracht. Door de aanwezigheid van die vaart ontwikkelde het dorp zich. Voor 1 januari 2010 maakte het deel uit van de voormalige gemeente Helden.

## Bezienswaardigheden
- De Sint-Jozefkerk van 1929.
- Het Heilig Hartbeeld van 1938.

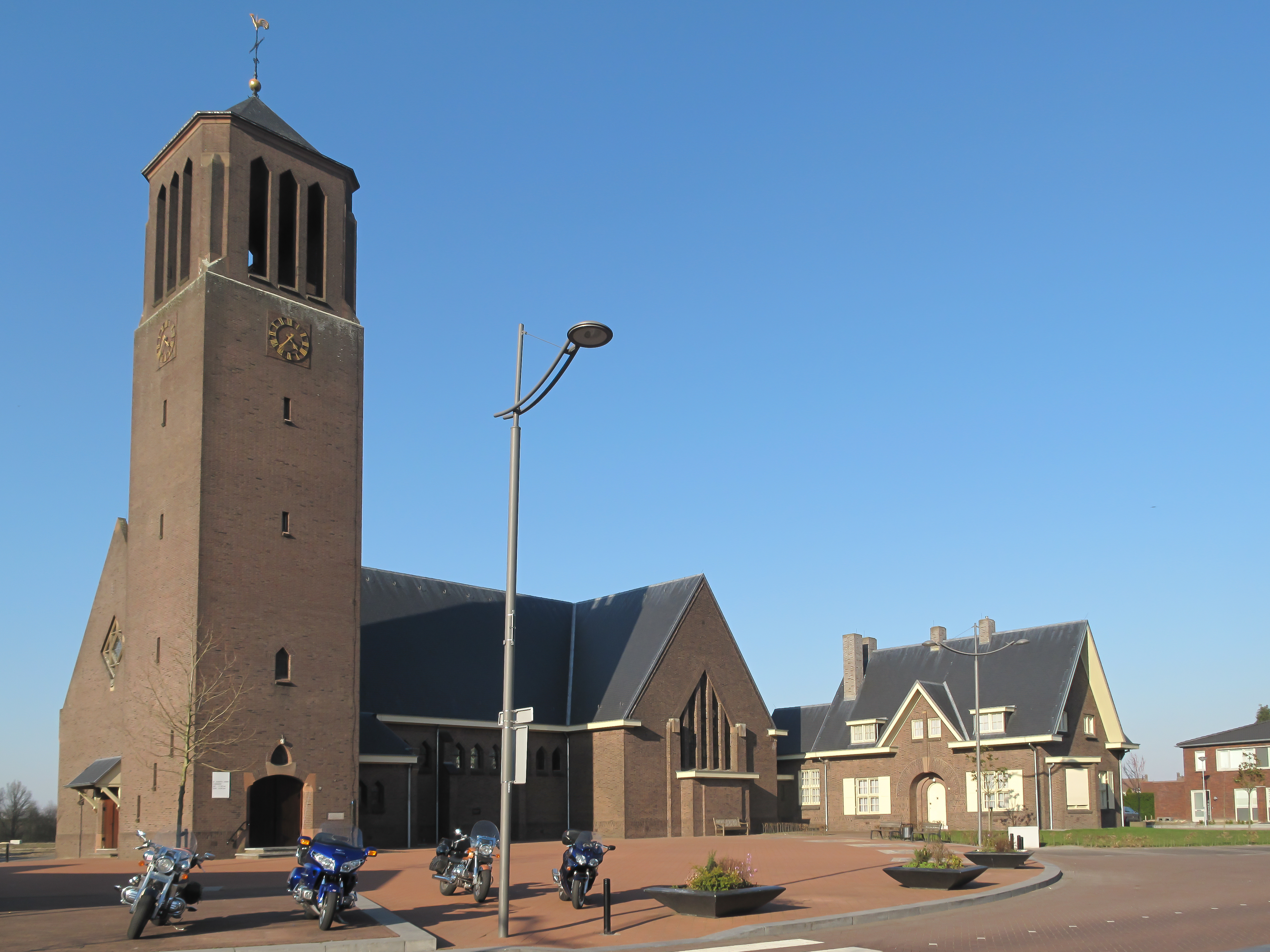
Beringe, kerk

- Sint-Gerarduskapel nabij Eelsestraat 21
- Mariakapel bij Kaumeshoek 20

## Natuur en landschap
Beringe ligt op hoge zandgronden, op een hoogte van ongeveer 35 meter. De belangrijkste waterweg is de Noordervaart. Ten zuiden hiervan ligt het natte natuurgebied De Snep.

## 5 maal Beringen

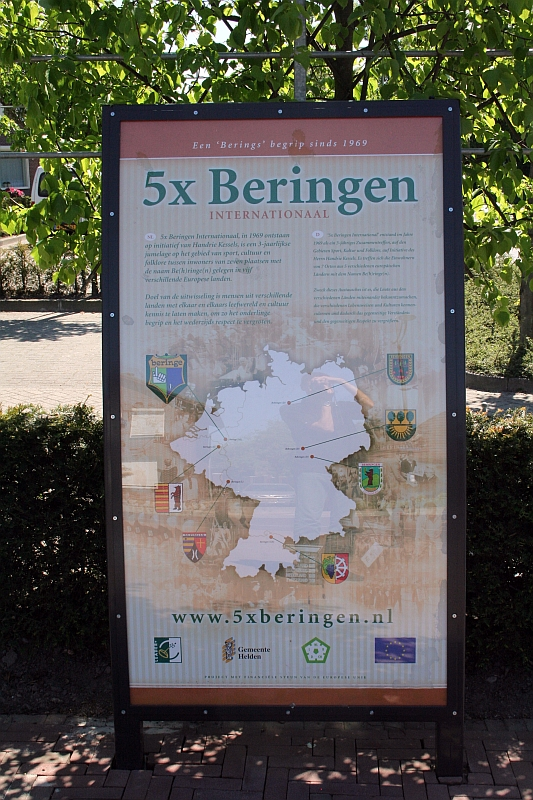
5 maal Beringen bord in Beringe, Nederlands-Limburg

Beringe heeft sinds 1969 speciale vriendschappelijke relaties met Be(h)ringe(n)s in Duitsland, België, Luxemburg en Zwitserland, vijf maal Beringen genaamd, hoewel het tegenwoordig om in totaal zeven plaatsen gaat met (ongeveer) dezelfde naam. In het centrum van het dorp staat een vijfkantige zuil met de wapens van alle vijf de plaatsen en een bord met de locaties ervan.

## Sport en cultuur
Beringe heeft een handbalvereniging, Bevo HC, die in de Nederlandse eredivisie speelt (vroeger heette de club Bevo, na fusie met Helden werd de naam veranderd in Bevo-Heldia Combinatie). De handbalvereniging speelt haar wedstrijden in Helden-Panningen, in de in 2005 gereed gebrachte bouwcoach-hallen. 
Daarnaast is het dorp de oorsprong van zaalvoetbalvereniging Beringe een vereniging die per 2023 op 1e divisie niveau in Nederland speelt.
In 2006 wordt begonnen met de bouw van een nieuw multifunctioneel centrum. Dit zal de activiteiten van de oude "wiekslaag" overnemen. Ook zal in het nieuwe centrum een nieuw café komen, dat het oude, nostalgische "Trepke" moet gaan vervangen.
De carnavalsvereniging heet 'De Beringse Kuus' (Kuus betekent volgens velen "varken" (in het dialect "Koes"), maar de officiële betekenis van het woord is "knuppel" waar vroeger het varkensvoer mee gemengd werd).
In 1981 werd de Tennisvereniging LTC BEVO opgericht.

## Geboren in Beringe
- Ves Jacobs (1945-2023), voetballer
- Gé Reinders (1953), zanger
- Angela Steenbakkers (1994), handbalster

Dorpen: Baarlo · Beringe · Egchel · Grashoek · Helden · Kessel · Kessel-Eik · Koningslust · Maasbree · Meijel · Panningen

Buurtschappen: Belgenhoek · Berg · Bong · Broek · Dekeshorst · Dijk · Donk (Kessel) · Donk (Meijel) · Driessen · Dubbroek · Egchelheide · Everlo · Groeze · 't Heeske · Hei (Baarlo) · Hei (Kessel) · Heldensedijk · Hof · In de Hoeven · Hert · Hout · Houthei · Houwenberg · Hub · Katsberg · Kaumeshoek · De Kievit · Korte Heide · Keup · Laagheide · Laar · Lange Heide · Lang Hout · Langstraat · Leeuwerik · Loo · Maris · Molenbaan · Molenhuizen · Nederweerterdijk · Onder en Eindt · Oyen · Platveld · Rinkesfort · Roggelsedijk · 't Rooth · Schafelt · Siberië · Soeterbeek · Spiesberg · Spurkt · Steenoven · Tongerlo · Vergelt · Vieruitersten · Vliegert · Vosberg · Vliegert · Witdonk · Zandberg (Helden) · Zandberg (Maasbree) · Zelen

Limburg: Steden en dorpen      Nederland: Provincies · Gemeenten